# The Trump Organization
The Trump Organization (prije  Elizabeth Trump & Son) američki je konglomerat sa sjedištem u njujorškoj četvrti Manhattanu, u vlasništvu Donalda Trumpa. Pruža usluge u ugostiteljstvu, turizmu i prodaji, zajmu ili zakupu nekretnina te građevinarstvu. Osnovali su je Fred i Elizabeth Trump 1923. godine kao tvrtku za izgradnju i prodaju obiteljskih kuća u Queensu.
Glavne djelatnosti su izgradnja hotela, vikendica, turističkih zgrada, nebodera i športskih igrališta, te njihova prodaja, najam ili zajam. Također, tvrtka ima svoje udjele na burzama, gdje trguje svojim dionicama i ostalim vrijednosnim papirima te kupuje manje tvrtke. Ulaže u razvoj turizma na Istočnoj obali SAD-a, gdje gradi većinu svojih turističkih sadržaja. U novije vrijeme proširila je područje djelovanja i na oglašavanje i pružanje svojih usluga preko interneta, tiskarstvo i izdavaštvo.
The Trump Organization ima značajne udjele u tvrtkama u prehrambenoj i vojnoj industriji, ljekarništvu, zrakoplovnim tvrtkama i prijevoznicima.

## Vanjske poveznice
- Službene stranice (engl.)